# Selección de fútbol de Canadá
La selección de fútbol de Canadá (en inglés, Canada men's national soccer team; en francés, Équipe du Canada de soccer) es el equipo representativo del país en las competiciones oficiales masculinas. Está organizada por la Asociación Canadiense de Fútbol, la cual está afiliada a la Concacaf y a la FIFA.
La primera participación de la selección canadiense en una Copa Mundial de Fútbol fue en la 1986, donde jugó en el grupo C del torneo junto a Francia, Hungría y la Unión Soviética. Pero perdió sus tres partidos y finalizó en la última posición tanto en su grupo como en la tabla general de esa edición. Sin embargo, Canadá ha tenido más éxito en los campeonatos continentales de la Concacaf al ganar sorpresivamente la Copa de Oro de la Concacaf en 2000 (que le otorgó el derecho a participar en la Copa Confederaciones 2001) y el Campeonato Concacaf de 1985. También tiene en su palmarés la Copa de Naciones Norteamericana 1990. El 27 de marzo de 2022, Canadá logró su segunda clasificación para una Copa Mundial de Fútbol al clasificar para el Mundial de Catar 2022, logrando allí anotar su primer gol en los mundiales gracias a un remate de cabeza de Alphonso Davies en el minuto 1, válido por el encuentro de la segunda fecha frente a Croacia. Terminó en primer lugar de las eliminatorias de la Concacaf, siendo la única selección clasificada faltando una fecha para la finalización del campeonato.
Futbolistas como Bruce Wilson, Bob Lenarduzzi, Dale Mitchell, Craig Forrest, Carlo Corazzin, Jason de Vos, Paul Stalteri, Atiba Hutchinson, Dwayne De Rosario y Alphonso Davies son algunos de los jugadores más importantes de la selección canadiense.

## Historia

### Primeros años

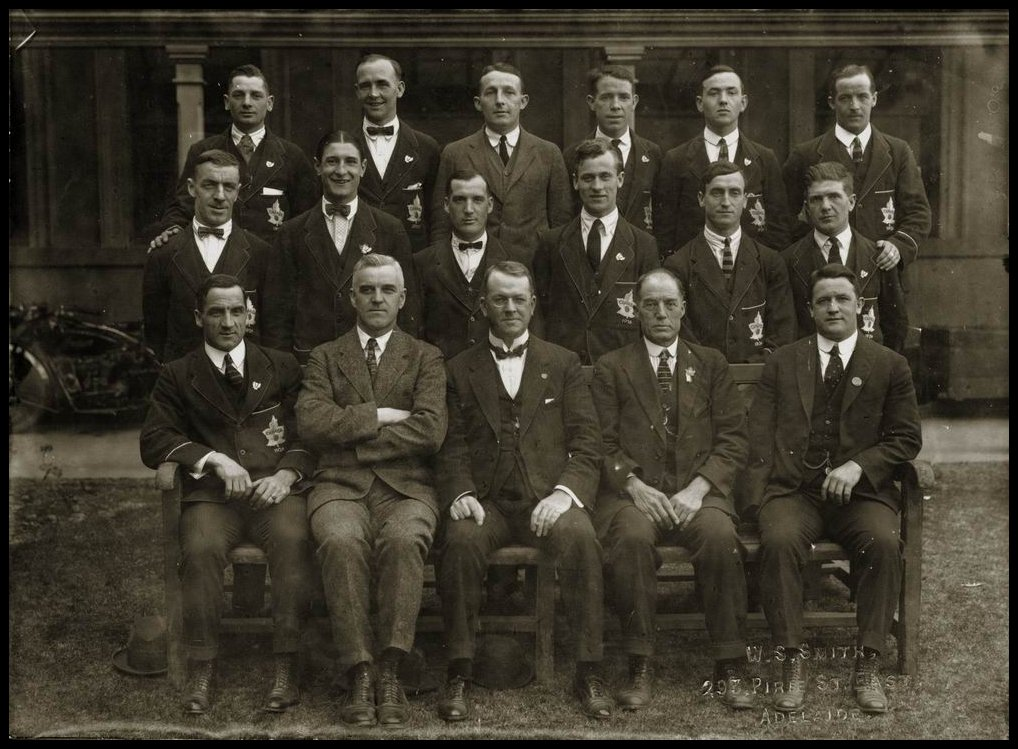
La selección canadiense en 1924

El primer partido internacional en la historia de la selección canadiense de fútbol se disputó un día 28 de noviembre de 1885 frente a la selección de los Estados Unidos, encuentro disputado en Nueva Jersey. El juego terminó con victoria a favor de los canadienses; sin embargo, este partido no está reconocido oficialmente.
En 1924, como parte de una gira en Oceanía, Canadá disputó su primer encuentro oficial frente a Australia el 7 de junio de dicho año. Los canadienses cayeron por 3-2. Luego, el combinado jugó cinco partidos más ante el mismo rival y registró dos victorias, un empate y tres derrotas.
En 1925 y en 1926, Canadá disputó tres amistosos ante el la selección de los Estados Unidos, entre ellos, el primero lo ganó por la cuenta mínima en Montreal. Después, registró dos derrotas de visitante por 6-1 en 1925 y 6-2 en 1926.
En 1927, jugó cuatro partidos amistosos frente a Nueva Zelanda, dichos encuentros se efectuaron en suelo neozelandés. Acumuló dos victorias, un empate y una derrota.
En 1928, al igual que las selecciones británicas, Canadá renunció a la FIFA debido a un desacuerdo relacionado con los jugadores semiprofesionales.

### 1957-1989
Después de muchos años de inactividad, la selección volvió a jugar en el fútbol internacional en las eliminatorias para el Mundial de Suecia 58. Registró dos victorias ante los Estados Unidos, con resultados de 5-1 y 3-2; dos derrotas frente a México por 3-0 y 2-0, los canadienses no lograron clasificar para el Mundial.
Con el pasar los años, Canadá fracasó en las eliminatorias mundialistas para los mundiales de 1962, 1966, 1970, 1974, 1978 y 1982.
Parte del proceso clasificatorio para el Mundial de 1986, Canadá quedó ubicado en el grupo 2 (integrado por las selecciones de Guatemala y Haití) en primera ronda. Los canadienses culminaron primeros en su grupo con tres victorias y un empate, lograron avanzar a la fase final. En la fase final, el equipo jugó con Costa Rica y Honduras. En el último partido, se midió de local ante los hondureños, vencieron por 2-1 y alcanzó una histórica clasificación para un Mundial por primera vez en su historia.
Al año siguiente, la selección canadiense participó en el Mundial de 1986 realizada en México. Sin embargo, la actuación del combinado norteamericano fue mala, ya que perdió los tres partidos ante Francia, Hungría y la Unión Soviética.

### 1990-1999
En 1990, Canadá participó por primera vez en la Copa NAFC; la selección consiguió un épico triunfo ante México por 1-0 y venció al equipo B de los Estados Unidos por 2-1, y se coronaron campeones de manera invicta.
En las clasificatorias para el Mundial de Estados Unidos 94, Canadá quedó emparejado en el grupo B con Jamaica, El Salvador y Bermudas, el conjunto canadiense alzó con la segunda posición y avanzó a la fase final. En la fase final, terminó en el segundo lugar y clasificó para el repechaje, donde se enfrentó a la selección de Australia. En el partido de ida ante los australianos fue victoria por 2-1, mientras que en el juego de vuelta en Sídney, perdió 2-1. Sin embargo, el sueño mundialista para Canadá se esfumó tras caer en la definición de los penales por 4-1.

### 2000-2010

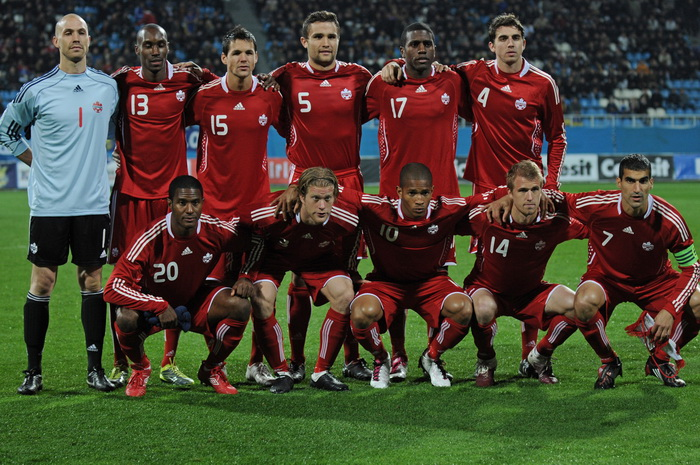
Formación titular de la selección canadiense en un amistoso ante en 2010

En la Copa de Oro de la Concacaf 2000, Canadá quedó ubicado en el grupo D, y empató sus dos cotejos ante Costa Rica por 2-2 y un 0-0 frente a Corea del Sur, con esto avanzó de igual manera a la siguiente ronda. En los cuartos de final, los canadienses dieron la sorpresa tras vencer 2-1 a México. En las semifinales, derrotaron 1-0 a Trinidad y Tobago. En la gran final, Canadá le ganó a Colombia por 2-0 y se coronó campeón del torneo continental. Craig Forrest fue elegido como el mejor jugador de la Copa de Oro, y Carlo Corazzin fue el goleador del equipo y de la competición con cuatro tantos.
Por el hecho de haber ganado la Copa de Oro, Canadá actuó en la Copa FIFA Confederaciones 2001, pero su participación duró poco ya que culminó último en su grupo, perdió los dos partidos ante Japón por 3-0 y frente a Camerún por 2-0, y empató sorpresivamente ante Brasil por 0-0. Después de su participación, Canadá volvió a fallar en las clasificatorias para el Mundial de 2002.
Después del título logrado en la Copa de Oro del 2000, la selección logró el tercer lugar en 2002 y llegó a las semifinales en el 2007.
Mientras que en las recientes eliminatorias para los mundiales, Canadá nunca había podido avanzar hacia el hexagonal final, su última aparición en esa instancia fue en la clasificación para Francia 1998, donde terminó como colista y cosechando una sola victoria.

### 2010
La primera acción competitiva de Stephen Hart como entrenador fue una mala actuación en la Copa Oro de CONCACAF 2011, sin lograr salir de la fase de grupos tras caer ante los Estados Unidos, derrotar a Guadalupe y cosechar un empate contra Panamá en la última fecha, quedándose en tercer lugar. Sin embargo, durante las primeras etapas de la clasificación para la Copa del Mundo Brasil 2014, Canadá encabezó su grupo en la segunda ronda, pero fue eliminada en la tercera ronda de clasificación, terminando un punto detrás de Honduras y Panamá después de recibir en la última jornada un abultado 8-1 de los catrachos en San Pedro Sula.
Después de una serie de cambios de entrenador provisionales tras el despido de Hart el 12 de octubre de 2012, Benito Floro fue nombrado como entrenador de Canadá el 1 de agosto de 2013. Al ser un entrenador con experiencia en gestión de primer nivel en La Liga de España, se esperaba que ayudar al equipo a aumentar su competitividad antes de la clasificación para el Mundial de Rusia 2018. En medio de la fase de identificación y reestructuración de jugadores de Floro, el conjunto de la hoja de arce experimentó muchas dificultades, incluida una sequía de goles de 958 minutos que finalmente fue rota por Atiba Hutchinson en un empate 1-1 con Bulgaria el 23 de mayo de 2014. A pesar de mostrar una mejora con dos empates en Europa, Canadá continuó perdiendo puntos de la FIFA después de no haber ganado durante casi dos años, y obtuvo su puesto más bajo (122) en un Ranking FIFA en agosto de 2014. Canadá terminó un 16-partido sin victorias racha el 10 de septiembre de ese año, derrotando en Toronto a la selección de Jamaica.
Canadá entró en la segunda ronda de clasificación para la Copa Mundial de 2018 contra Dominica en junio de 2015. El partido de ida lo ganaron en condición de visitante por 2-0 en el Windsor Park con anotaciones de Cyle Larin y un penal convertido por Russell Teibert. En el de vuelta, en el BMO Field, golearon 4-0 a los dominicanos con dos goles de Tosaint Ricketts, uno de Tesho Akindele y otro de Larin.
En la Copa Oro 2015, el equipo canadiense no anotó un solo gol después de dos empates ante El Salvador y Costa Rica, y también sufrió una derrota por 1-0 contra Jamaica. Por ello, quedó última de su grupo con 2 puntos.
Luego, Canadá avanzó a la tercera ronda de la clasificación para la Copa Mundial de 2018 contra Belice, a quien derrotó con un global de 4-1 y avanzando así a la cuarta ronda. Fue sorteado en un grupo contra Honduras, El Salvador y México. Jugaron su primer par de partidos en la cuarta ronda el 13 y 17 de noviembre de 2015. El primer partido se jugó en el BC Place de Vancouver contra Honduras, lo que resultó en una victoria por 1-0 gracias a un gol desviado por Cyle Larin. La multitud de 20.108 personas estableció un nuevo récord para el equipo masculino canadiense en la provincia de Columbia Británica. En su próximo juego el 17 de noviembre, fuera de El Salvador, empató sin goles con el conjunto salvadoreño. Con este resultado en el último juego de Canadá de 2015, terminaron el año concediendo solo tres goles en sus últimos 12 juegos y en 14 juegos en total, terminaron con un récord de 6 victorias, 6 empates y 2 derrotas.
El 25 de marzo de 2016, en un partido de clasificación para la Copa del Mundo contra México en el estadio BC Place, se registraron 54.798 personas en el estadio, lo que estableció un nuevo récord de asistencia para una selección canadiense de cualquier deporte. En última instancia, sin embargo, Canadá perdió el juego 3-0 ante los mexicanos, pero permaneció en el segundo lugar del grupo, manteniéndose en la contienda por un boleto a la justa mundialista. El 6 de septiembre, luego de no poder clasificarse para la quinta ronda de las eliminatorias a pesar de una victoria por 3-1 sobre El Salvador, el entrenador Benito Floro fue despedido el 14 de septiembre.
Canadá anunció a Octavio Zambrano como nuevo entrenador de la selección nacional el 16 de mayo de 2017, en reemplazo de Michael Findlay, quien fue el entrenador interino después de la salida de Floro. Zambrano guio al equipo a los cuartos de final en la Copa Oro 2017, saliendo de la fase de grupos por primera vez desde la edición 2009.

### 2020-presente
Tras un nuevo fracaso en la clasificación para la Copa Mundial de Rusia 2018, asumió como entrenador el inglés John Herdman, exentrenador de la selección femenina nacional. Afrontó con éxito la clasificación para la Liga de Naciones Concacaf 2019-20, y en la Copa Oro 2019 fueron eliminados en cuartos de final por Haití cayendo por 2 a 3 (tras ir ganando por 2 a 0). Pese a eso, Canadá subió el nivel con jugadores como Lucas Cavallini, Jonathan David y el lateral titular del Bayern de Múnich Alphonso Davies, logrando clasificar para la fase final de la clasificación para la Copa Mundial de 2022. Tras clasificar en el grupo B y, posteriormente, ante Jamaica por un global de 4-0, la selección canadiense vuelve a jugar el Mundial de Fútbol después de 36 años.
La velocidad de ascenso fue tal que posteriormente se reveló que ni la federación ni el proveedor de uniformes Nike habían anticipado su clasificación y, como resultado, serían el único participante de la Copa del Mundo de Catar 2022 que no recibiría un uniforme especial para la ocasión. Posteriormente, Canadá se vio afectada por una serie de controversias relacionadas con la gestión del equipo por parte de la federación, comenzando con un partido amistoso programado con Irán que fue cancelado después de las protestas de las familias de los canadienses asesinados en el vuelo 752 de Ukraine International Airlines. Esto fue reemplazado por un partido contra Panamá, pero que a su vez fue cancelado cuando los jugadores se negaron a salir al campo en protesta por el manejo de la federación del reparto de dinero del Mundial.
En la cita mundialista, Canadá disputaría su segunda Copa Mundial en el grupo F junto a las selecciones de Bélgica, Croacia y Marruecos. El 23 de noviembre, debutó con una derrota de 1-0 ante los belgas. Después el 27 de noviembre, sufrieron otra derrota ante Croacia con un marcador de 4-1 pese a ir ganando desde el inicio del encuentro con Alphonso Davies marcando el primer gol canadiense en la historia del Mundial, por lo que fueron eliminados. En la última fecha de la fase de grupos, el conjunto de la hoja de arce quería despedirse dignamente del certamen, aunque terminó perdiendo por 2-1 ante el líder de grupo Marruecos. Con esta decepcionante participación (tomando en cuenta las expectativas), quedó en el puesto 31° con 0 puntos en su haber.
En 2023, Canadá se clasificó para las Finales de la Liga de Naciones Concacaf 2022-23 al ganar el Grupo C. Una victoria por 2-0 sobre Panamá el 15 de junio hizo que la selección nacional alcanzara su primera final en 23 años, donde perdió ante los Estados Unidos por 2-0. Después de esto, muchos de los jugadores establecidos del equipo optaron por no asistir a la Copa Oro celebrada ese mismo verano. Después de algunas dificultades en la fase de grupos, Canadá llegó a los cuartos de final del torneo, perdiendo nuevamente ante los estadounidenses en la tanda de penales. Los campeonatos de verano marcaron el final del mandato de Herdman, y su partida se produjo a finales de agosto para dirigir al Toronto F.C. de la Major League Soccer, en medio de discusiones en los medios sobre conflictos con la federación sobre financiación y oportunidades de juego.
En marzo del 2024, la selección de Canadá quedó ubicada en el repechaje para la Copa América 2024 por ranking FIFA en un duelo directo por el cupo ante Trinidad y Tobago donde los canadienses vencieron por 2-0 con goles de Cyle Larin y Jacob Shaffelburg para lograr por primera vez en la historia clasificarse a la Copa America a realizarse en Estados Unidos. Ya en la Copa América 2024 quedó emparejada en el Grupo A con el vigente campeón de América y del mundo Argentina, Perú y Chile. En el partido inaugural del torneo, Canadá debutó ante Argentina cayendo por 2-0 con goles de Julián Álvarez y Lautaro Martínez; en su segunda salida se midió ante Perú donde los derrotaron por 0-1 con gol de Jonathan David mejorando su estilo de juego y así logrando su primera victoria y primer gol en la Copa América. En el último partido de fase de grupos ante Chile, Canadá igualó sin goles, clasificando por primera vez en su debut a los cuartos de final de la Copa América como segunda del grupo con 4 unidades, solo detrás de Argentina. 
En los cuartos de final, Canadá se enfrentó a Venezuela quien había terminado líder del Grupo B, donde en un partido bastante igualado, los canadienses se adelantaron con gol de Jacob Shaffelburg mientras que Salomón Rondón empató para la Vinotinto, forzando la serie a tiros desde el punto blanco del penal donde Canadá se mostró mejor, clasificando con un marcador de 3-4 por penales, siendo histórico para el equipo norteamericano en su primera participación llegando a semifinales de la Copa América donde se enfrentó nuevamente ante Argentina, en donde cayó por 2-0 con goles de Julián Álvarez y Lionel Messi, quedando eliminada de la competición pero jugó en la misma ciudad, en Charlotte, el partido por el tercer puesto ante Uruguay, el cual perdió en la serie de penales.

### Copa América 2024
En su primera participación en la Copa América 2024, logró llegar a semifinales del certamen terminando en 4.ª posición tras la derrota ante Uruguay con el penalti encajado por Luis Suárez.

## Indumentaria
- Marca deportiva actual: Nike.
- Uniforme titular: Camiseta roja, pantaloneta roja o blanca y medias rojas.
- Uniforme alternativo: Camiseta blanca, pantaloneta roja o blanca y medias blancas.

| Histórico | (Ver evolución) | Actual |

## Últimos partidos y próximos encuentros
Actualizado al último partido jugado el 29 de junio de 2025
| Fecha      | Ciudad          | Racha | Local          | Resultado      | Visitante       | Competición                     |
| ---------- | --------------- | ----- | -------------- | -------------- | --------------- | ------------------------------- |
| 25-06-2024 | Kansas City     | Sí    | Canadá         | 1:0            | Perú            | Copa América 2024               |
| 29-06-2024 | Orlando         |       | Canadá         | 0:0            | Chile           | Copa América 2024               |
| 05-07-2024 | Arlington       |       | Canadá         | 1:1 (4:3 pen.) | Venezuela       | Copa América 2024               |
| 09-07-2024 | East Rutherford | No    | Canadá         | 0:2            | Argentina       | Copa América 2024               |
| 13-07-2024 | Charlotte       |       | Canadá         | 2:2 (3:4 pen.) | Uruguay         | Copa América 2024               |
| 07-09-2024 | Kansas City     | Sí    | Estados Unidos | 1:2            | Canadá          | Partido amistoso                |
| 10-09-2024 | Arlington       |       | México         | 0:0            | Canadá          | Partido amistoso                |
| 15-10-2024 | Toronto         | Sí    | Canadá         | 2:1            | Panamá          | Partido amistoso                |
| 15-11-2024 | Paramaribo      | Sí    | Surinam        | 0:1            | Canadá          | Liga Naciones Concacaf 24/25    |
| 19-11-2024 | Toronto         | Sí    | Canadá         | 3:0            | Surinam         | Liga Naciones Concacaf 24/25    |
| 20-03-2025 | Inglewood       | No    | Canadá         | 0:2            | México          | Liga Naciones Concacaf 24/25    |
| 23-03-2025 | Inglewood       | Sí    | Canadá         | 2:1            | Estados Unidos  | Liga Naciones Concacaf 24/25    |
| 07-06-2025 | Toronto         | Sí    | Canadá         | 4:2            | Ucrania         | Partido amistoso                |
| 10-06-2025 | Toronto         |       | Canadá         | 0:0            | Costa de Marfil | Partido amistoso                |
| 17-06-2025 | Vancouver       | Sí    | Canadá         | 6:0            | Honduras        | Copa de Oro de la Concacaf 2025 |
| 21-06-2025 | Houston         |       | Curazao        | 1:1            | Canadá          | Copa de Oro de la Concacaf 2025 |
| 24-06-2025 | Houston         | Sí    | Canadá         | 2:0            | El Salvador     | Copa de Oro de la Concacaf 2025 |
| 29-06-2025 | Mineápolis      |       | Canadá         | 1:1 (5:6 pen.) | Guatemala       | Copa de Oro de la Concacaf 2025 |
| 05-09-2025 | Bucarest        |       | Rumania        | -:-            | Canadá          | Partido amistoso                |
| 09-09-2025 | Swansea         |       | Gales          | -:-            | Canadá          | Partido amistoso                |
| 10-10-2025 | Montreal        |       | Canadá         | -:-            | Australia       | Partido amistoso                |
| 14-10-2025 | Harrison        |       | Canadá         | -:-            | Colombia        | Partido amistoso                |
| 14-11-2025 | Nueva York      |       | Canadá         | -:-            | Ecuador         | Partido amistoso                |

## Jugadores

### Última convocatoria
Lista de 26 jugadores convocados para los partidos de la Copa de Oro de la Concacaf 2025.
| N.º | Nombre             | Posición      | Edad    | PJ | Goles | Club                         |
| --- | ------------------ | ------------- | ------- | -- | ----- | ---------------------------- |
| 1   | Dayne St. Clair    | Portero       | 28 años | 12 | 0     | Minnesota United F. C.       |
| 16  | Maxime Crépeau     | Portero       | 31 años | 25 | 0     | Portland Timbers             |
| 18  | Tom McGill         | Portero       | 25 años | 0  | 0     | Brighton & Hove Albion F. C. |
| 2   | Alistair Johnston  | Defensa       | 26 años | 53 | 1     | Celtic F. C.                 |
| 3   | Zorhan Bassong     | Defensa       | 26 años | 3  | 0     | Sporting Kansas City         |
| 4   | Kamal Miller       | Defensa       | 28 años | 45 | 0     | Portland Timbers             |
| 5   | Joel Waterman      | Defensa       | 29 años | 7  | 0     | C. F. Montréal               |
| 13  | Derek Cornelius    | Defensa       | 27 años | 33 | 0     | Olympique de Marsella        |
| 15  | Luc de Fougerolles | Defensa       | 20 años | 1  | 0     | Fulham F. C.                 |
| 22  | Richie Laryea      | Defensa       | 30 años | 62 | 1     | Toronto F. C.                |
| 26  | Jamie Knight-Lebel | Defensa       | 20 años | 2  | 0     | Crewe Alexandra F. C.        |
| 6   | Mathieu Choinière  | Mediocampista | 33 años | 13 | 0     | Grasshopper                  |
| 7   | Stephen Eustáquio  | Mediocampista | 28 años | 50 | 4     | F. C. Oporto                 |
| 8   | Ismaël Koné        | Mediocampista | 23 años | 29 | 3     | Olympique de Marsella        |
| 14  | Jacob Shaffelburg  | Mediocampista | 25 años | 23 | 6     | Nashville S. C.              |
| 17  | Tajon Buchanan     | Mediocampista | 26 años | 47 | 5     | Villarreal C. F.             |
| 19  | Nathan Saliba      | Mediocampista | 21 años | 3  | 0     | C. F. Montréal               |
| 20  | Ali Ahmed          | Mediocampista | 24 años | 15 | 0     | Vancouver Whitecaps F. C.    |
| 21  | Jonathan Osorio    | Mediocampista | 33 años | 85 | 9     | Toronto F. C.                |
| 23  | Niko Sigur         | Mediocampista | 21 años | 5  | 0     | Hajduk Split                 |
| 9   | Cyle Larin         | Delantero     | 30 años | 82 | 30    | R. C. D. Mallorca            |
| 10  | Jonathan David     | Delantero     | 25 años | 63 | 34    | LOSC Lille                   |
| 11  | Daniel Jebbison    | Delantero     | 22 años | 3  | 0     | A. F. C. Bournemouth         |
| 12  | Tani Oluwaseyi     | Delantero     | 25 años | 12 | 1     | Minnesota United F. C.       |
| 24  | Promise David      | Delantero     | 24 años | 1  | 1     | Union Saint-Gilloise         |
| 25  | Jayden Nelson      | Delantero     | 22 años | 7  | 2     | Vancouver Whitecaps F. C.    |

### Jugadores con más participaciones

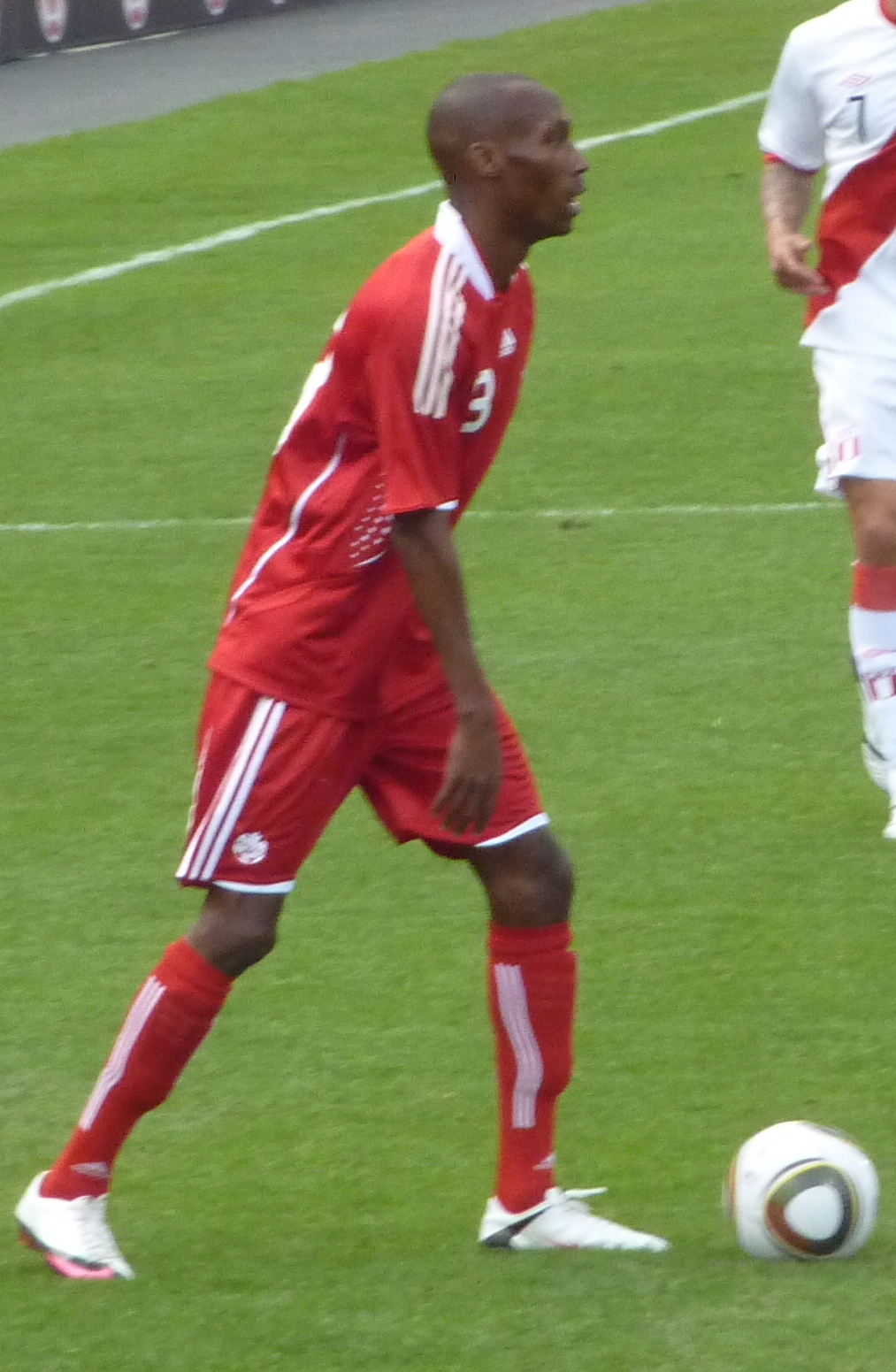
Atiba Hutchinson es el jugador con más participaciones en la selección.

| Puesto | Nombre            | Período       | Participaciones | Goles |
| ------ | ----------------- | ------------- | --------------- | ----- |
| 1      | Atiba Hutchinson  | 2003-2023     | 104             | 9     |
| 2      | Julian de Guzmán  | 2002-2016     | 89              | 4     |
| 3      | Paul Stalteri     | 1997-2010     | 84              | 7     |
| 4      | Randy Samuel      | 1983-1997     | 82              | 0     |
| 5      | Dwayne De Rosario | 1998-2015     | 81              | 22    |
| 6      | Milan Borjan      | 2011-presente | 80              | 0     |
| 7      | Mark Watson       | 1991-2004     | 79              | 3     |
| 8      | Jonathan Osorio   | 2013-presente | 78              | 9     |
| 9      | Cyle Larin        | 2014-presente | 73              | 29    |
| 10     | Samuel Piette     | 2012-presente | 69              | 0     |
| 11     | Lyndon Hooper     | 1986-1997     | 67              | 3     |
| 12     | Alex Bunbury      | 1986-1997     | 66              | 16    |

### Máximos goleadores

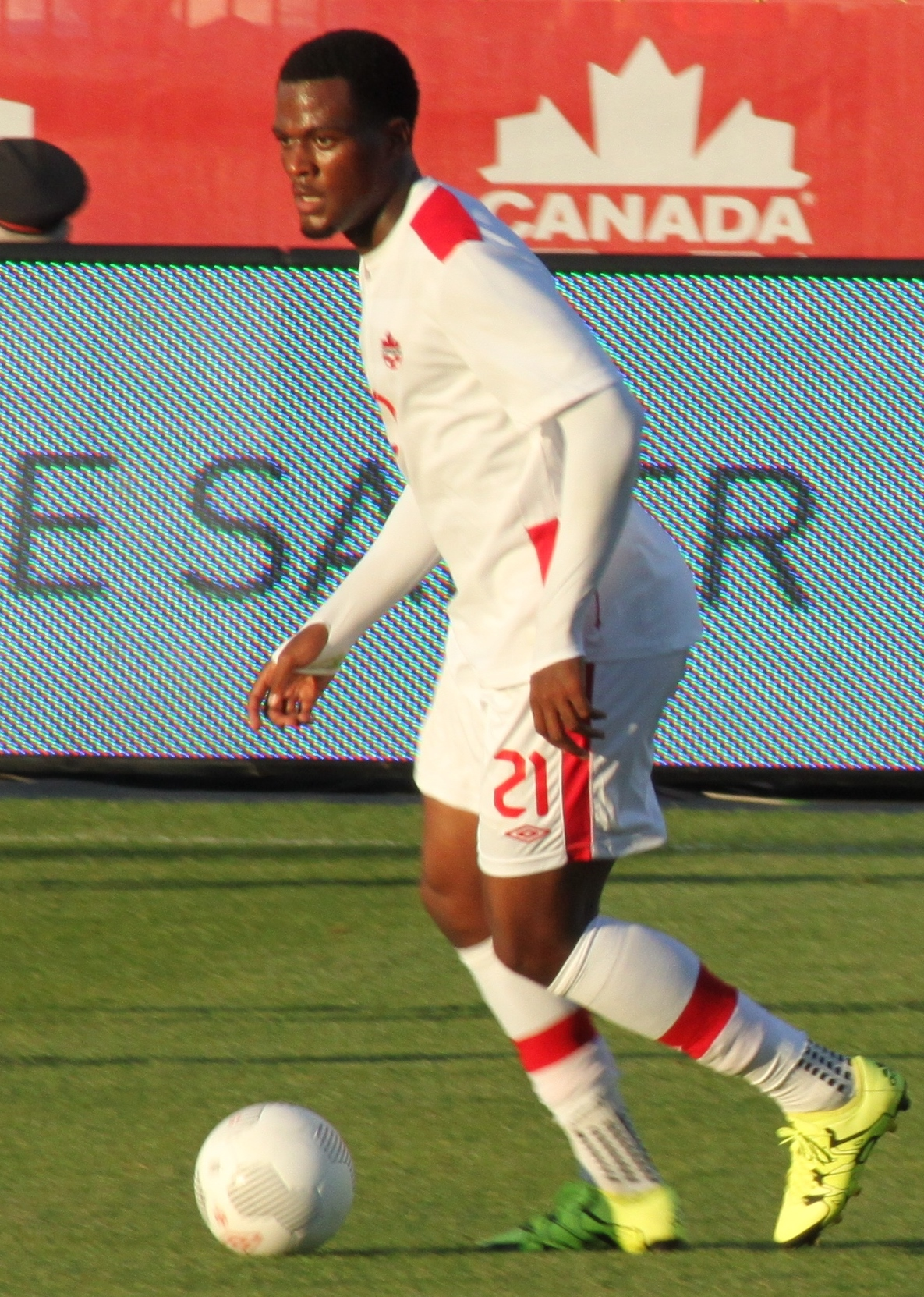
Cyle Larin es el máximo goleador de Canadá con veintiocho goles.

| Puesto | Nombre            | Período       | Goles | PJ. | Prom. |
| ------ | ----------------- | ------------- | ----- | --- | ----- |
| 1      | Cyle Larin        | 2014-presente | 29    | 73  | 0.46  |
| 2      | Jonathan David    | 2018-presente | 28    | 54  | 0.54  |
| 3      | Dwayne De Rosario | 1998-2015     | 22    | 81  | 0.27  |
| 4      | John Catliff      | 1984-1994     | 19    | 43  | 0.44  |
| 4      | Dale Mitchell     | 1980-1993     | 19    | 55  | 0.35  |
| 6      | Lucas Cavallini   | 2012-presente | 18    | 35  | 0.51  |
| 7      | Tosaint Ricketts  | 2011-presente | 17    | 61  | 0.28  |
| 8      | Alex Bunbury      | 1986-1997     | 16    | 66  | 0.25  |
| 9      | Ali Gerba         | 2005-2011     | 15    | 30  | 0.5   |
| 9      | Alphonso Davies   | 2015-presente | 15    | 53  | 0.26  |

## Entrenadores
| Entrenador               | Período   |
| ------------------------ | --------- |
| Don Petrie               | 1957      |
| Peter Dinsdale           | 1968-1970 |
| Frank Pike               | 1970-1973 |
| Eckhard Krautzun         | 1973-1977 |
| Barrie Clarke            | 1979-1981 |
| Tony Waiters             | 1981-1985 |
| Bruce Wilson (interino)  | 1985      |
| Tony Waiters             | 1985-1986 |
| Bob Bearpark             | 1986-1987 |
| Tony Taylor              | 1988-1989 |
| Bob Lenarduzzi           | 1989-1990 |
| Tony Waiters             | 1990-1991 |
| Bob Lenarduzzi           | 1992-1997 |
| Bruce Twamley (interino) | 1998      |
| Holger Osieck            | 1999-2003 |
| Colin Miller (interino)  | 2003      |
| Frank Yallop             | 2004-2006 |

| Entrenador                 | Período       |
| -------------------------- | ------------- |
| Stephen Hart (interino)    | 2006-2007     |
| Dale Mitchell              | 2007-2009     |
| Stephen Hart               | 2009-2012     |
| Colin Miller (interino)    | 2013          |
| Tony Fonseca (interino)    | 2013          |
| Colin Miller (interino)    | 2013          |
| Benito Floro               | 2013-2016     |
| Michael Findlay (interino) | 2016-2017     |
| Octavio Zambrano           | 2017-2018     |
| John Herdman               | 2018-2023     |
| Mauro Biello (interino)    | 2023-2024     |
| Jesse Marsch               | 2024-presente |

## Estadísticas

### Copa Mundial de Fútbol
| Edición | Resultado                            | Posición                             | PJ                                   | PG                                   | PE                                   | PP                                   | GF                                   | GC                                   | Dif.                                 | Goleador                             |
| ------- | ------------------------------------ | ------------------------------------ | ------------------------------------ | ------------------------------------ | ------------------------------------ | ------------------------------------ | ------------------------------------ | ------------------------------------ | ------------------------------------ | ------------------------------------ |
| 1930    | No participó                         | No participó                         | No participó                         | No participó                         | No participó                         | No participó                         | No participó                         | No participó                         | No participó                         | No participó                         |
| 1934    | No participó                         | No participó                         | No participó                         | No participó                         | No participó                         | No participó                         | No participó                         | No participó                         | No participó                         | No participó                         |
| 1938    | No participó                         | No participó                         | No participó                         | No participó                         | No participó                         | No participó                         | No participó                         | No participó                         | No participó                         | No participó                         |
| 1950    | No participó                         | No participó                         | No participó                         | No participó                         | No participó                         | No participó                         | No participó                         | No participó                         | No participó                         | No participó                         |
| 1954    | No participó                         | No participó                         | No participó                         | No participó                         | No participó                         | No participó                         | No participó                         | No participó                         | No participó                         | No participó                         |
| 1958    | No clasificó                         | No clasificó                         | No clasificó                         | No clasificó                         | No clasificó                         | No clasificó                         | No clasificó                         | No clasificó                         | No clasificó                         | No clasificó                         |
| 1962    | Se retiró                            | Se retiró                            | Se retiró                            | Se retiró                            | Se retiró                            | Se retiró                            | Se retiró                            | Se retiró                            | Se retiró                            | Se retiró                            |
| 1966    | No participó                         | No participó                         | No participó                         | No participó                         | No participó                         | No participó                         | No participó                         | No participó                         | No participó                         | No participó                         |
| 1970    | No clasificó                         | No clasificó                         | No clasificó                         | No clasificó                         | No clasificó                         | No clasificó                         | No clasificó                         | No clasificó                         | No clasificó                         | No clasificó                         |
| 1974    | No clasificó                         | No clasificó                         | No clasificó                         | No clasificó                         | No clasificó                         | No clasificó                         | No clasificó                         | No clasificó                         | No clasificó                         | No clasificó                         |
| 1978    | No clasificó                         | No clasificó                         | No clasificó                         | No clasificó                         | No clasificó                         | No clasificó                         | No clasificó                         | No clasificó                         | No clasificó                         | No clasificó                         |
| 1982    | No clasificó                         | No clasificó                         | No clasificó                         | No clasificó                         | No clasificó                         | No clasificó                         | No clasificó                         | No clasificó                         | No clasificó                         | No clasificó                         |
| 1986    | Fase de grupos                       | 24.º                                 | 3                                    | 0                                    | 0                                    | 3                                    | 0                                    | 5                                    | –5                                   | -                                    |
| 1990    | No clasificó                         | No clasificó                         | No clasificó                         | No clasificó                         | No clasificó                         | No clasificó                         | No clasificó                         | No clasificó                         | No clasificó                         | No clasificó                         |
| 1994    | No clasificó                         | No clasificó                         | No clasificó                         | No clasificó                         | No clasificó                         | No clasificó                         | No clasificó                         | No clasificó                         | No clasificó                         | No clasificó                         |
| 1998    | No clasificó                         | No clasificó                         | No clasificó                         | No clasificó                         | No clasificó                         | No clasificó                         | No clasificó                         | No clasificó                         | No clasificó                         | No clasificó                         |
| 2002    | No clasificó                         | No clasificó                         | No clasificó                         | No clasificó                         | No clasificó                         | No clasificó                         | No clasificó                         | No clasificó                         | No clasificó                         | No clasificó                         |
| 2006    | No clasificó                         | No clasificó                         | No clasificó                         | No clasificó                         | No clasificó                         | No clasificó                         | No clasificó                         | No clasificó                         | No clasificó                         | No clasificó                         |
| 2010    | No clasificó                         | No clasificó                         | No clasificó                         | No clasificó                         | No clasificó                         | No clasificó                         | No clasificó                         | No clasificó                         | No clasificó                         | No clasificó                         |
| 2014    | No clasificó                         | No clasificó                         | No clasificó                         | No clasificó                         | No clasificó                         | No clasificó                         | No clasificó                         | No clasificó                         | No clasificó                         | No clasificó                         |
| 2018    | No clasificó                         | No clasificó                         | No clasificó                         | No clasificó                         | No clasificó                         | No clasificó                         | No clasificó                         | No clasificó                         | No clasificó                         | No clasificó                         |
| 2022    | Fase de grupos                       | 31.º                                 | 3                                    | 0                                    | 0                                    | 3                                    | 2                                    | 7                                    | –5                                   | Alphonso Davies: 1                   |
| 2026    | Clasificado por estatus de anfitrión | Clasificado por estatus de anfitrión | Clasificado por estatus de anfitrión | Clasificado por estatus de anfitrión | Clasificado por estatus de anfitrión | Clasificado por estatus de anfitrión | Clasificado por estatus de anfitrión | Clasificado por estatus de anfitrión | Clasificado por estatus de anfitrión | Clasificado por estatus de anfitrión |
| 2030    | Por definir                          | Por definir                          | Por definir                          | Por definir                          | Por definir                          | Por definir                          | Por definir                          | Por definir                          | Por definir                          | Por definir                          |
| 2034    | Por definir                          | Por definir                          | Por definir                          | Por definir                          | Por definir                          | Por definir                          | Por definir                          | Por definir                          | Por definir                          | Por definir                          |
| Total   | 3/23                                 | 71.º                                 | 6                                    | 0                                    | 0                                    | 6                                    | 2                                    | 12                                   | –10                                  | Alphonso Davies: 1                   |

### Clasificación para la Copa Mundial de Fútbol
| 1930  | No participó | No participó          | No participó | No participó | No participó | No participó | No participó | No participó | No participó | No participó                                                 | No participó | No participó |
| 1934  | No participó | No participó          | No participó | No participó | No participó | No participó | No participó | No participó | No participó | No participó                                                 | No participó | No participó |
| 1938  | No participó | No participó          | No participó | No participó | No participó | No participó | No participó | No participó | No participó | No participó                                                 | No participó | No participó |
| 1950  | No participó | No participó          | No participó | No participó | No participó | No participó | No participó | No participó | No participó | No participó                                                 | No participó | No participó |
| 1954  | No participó | No participó          | No participó | No participó | No participó | No participó | No participó | No participó | No participó | No participó                                                 | No participó | No participó |
| 1958  | No clasificó | 2.º (Primera ronda)   | 4            | 2            | 0            | 2            | 8            | 8            | 0            | Hughes, Philley y Stewart: 2                                 |              |              |
| 1962  | Se retiró    | Se retiró             | Se retiró    | Se retiró    | Se retiró    | Se retiró    | Se retiró    | Se retiró    | Se retiró    | Se retiró                                                    | Se retiró    | Se retiró    |
| 1966  | No participó | No participó          | No participó | No participó | No participó | No participó | No participó | No participó | No participó | No participó                                                 | No participó | No participó |
| 1970  | No clasificó | 2.º (Primera ronda)   | 4            | 2            | 1            | 1            | 8            | 3            | 5            | McPate, Zanatta y Vigh: 2                                    |              |              |
| 1974  | No clasificó | 2.º (Primera ronda)   | 4            | 1            | 1            | 2            | 6            | 7            | –1           | Parsons, Twamley, Glen Johnson, McKay, Douglas y Robinson: 1 |              |              |
| 1978  | No clasificó | 4.º (Fase final)      | 10           | 4            | 3            | 3            | 12           | 11           | 1            | Leslie Parsons: 4                                            |              |              |
| 1982  | No clasificó | 4.º (Fase final)      | 9            | 2            | 6            | 1            | 10           | 9            | 1            | Mike Stojanović: 3                                           |              |              |
| 1986  | Clasificó    | 1.º (Fase final)      | 8            | 5            | 3            | 0            | 11           | 4            | 7            | Dale Mitchell: 4                                             |              |              |
| 1990  | No clasificó | Fase preliminar       | 2            | 1            | 0            | 1            | 3            | 3            | 0            | Dale Mitchell: 2                                             |              |              |
| 1994  | No clasificó | 2.º (Fase final)      | 14           | 6            | 4            | 4            | 22           | 20           | 2            | Alex Bunbury: 6                                              |              |              |
| 1998  | No clasificó | 6.º (Hexagonal final) | 16           | 6            | 4            | 6            | 15           | 21           | –6           | Alex Bunbury: 5                                              |              |              |
| 2002  | No clasificó | 4.º (Segunda ronda)   | 8            | 2            | 3            | 3            | 2            | 8            | –6           | Jim Brennan y Jason de Vos: 1                                |              |              |
| 2006  | No clasificó | 4.º (Tercera ronda)   | 8            | 3            | 2            | 3            | 12           | 8            | 4            | Dwayne De Rosario: 4                                         |              |              |
| 2010  | No clasificó | 4.º (Tercera ronda)   | 8            | 2            | 2            | 4            | 13           | 14           | –1           | Ali Gerba: 6                                                 |              |              |
| 2014  | No clasificó | 3.º (Tercera ronda)   | 12           | 7            | 3            | 2            | 24           | 11           | 13           | Iain Hume y Simeon Jackson: 4                                |              |              |
| 2018  | No clasificó | 3.º (Cuarta ronda)    | 10           | 5            | 2            | 3            | 15           | 9            | 6            | Cyle Larin y Tosaint Ricketts: 4                             |              |              |
| 2022  | Clasificó    | 1.º (Octogonal final) | 19           | 14           | 4            | 1            | 54           | 7            | 47           | Cyle Larin: 13                                               |              |              |
| 2026  | Anfitrión    | Anfitrión             | Anfitrión    | Anfitrión    | Anfitrión    | Anfitrión    | Anfitrión    | Anfitrión    | Anfitrión    | Anfitrión                                                    |              |              |
| Total | 16/23        | 8.º                   | 136          | 62           | 38           | 36           | 215          | 143          | 72           | Cyle Larin: 17                                               |              |              |

### Copa Concacaf/Copa Oro
| Edición | Resultado        | Posición     | PJ           | PG           | PE           | PP           | GF           | GC           | Dif.         | Goleador                                                             |
| ------- | ---------------- | ------------ | ------------ | ------------ | ------------ | ------------ | ------------ | ------------ | ------------ | -------------------------------------------------------------------- |
| 1963    | No participó     | No participó | No participó | No participó | No participó | No participó | No participó | No participó | No participó | No participó                                                         |
| 1965    | No participó     | No participó | No participó | No participó | No participó | No participó | No participó | No participó | No participó | No participó                                                         |
| 1967    | No participó     | No participó | No participó | No participó | No participó | No participó | No participó | No participó | No participó | No participó                                                         |
| 1969    | No participó     | No participó | No participó | No participó | No participó | No participó | No participó | No participó | No participó | No participó                                                         |
| 1971    | No participó     | No participó | No participó | No participó | No participó | No participó | No participó | No participó | No participó | No participó                                                         |
| 1973    | No clasificó     | No clasificó | No clasificó | No clasificó | No clasificó | No clasificó | No clasificó | No clasificó | No clasificó | No clasificó                                                         |
| 1977    | Cuarto lugar     | 4.º          | 5            | 2            | 1            | 2            | 7            | 8            | –1           | Leslie Parsons: 3                                                    |
| 1981    | Cuarto lugar     | 4.º          | 5            | 1            | 3            | 1            | 6            | 6            | 0            | Mike Stojanović y Ian Bridge: 2                                      |
| 1985    | Campeón          | 1.º          | 8            | 5            | 3            | 0            | 11           | 4            | 7            | Dale Mitchell: 4                                                     |
| 1989    | No clasificó     | No clasificó | No clasificó | No clasificó | No clasificó | No clasificó | No clasificó | No clasificó | No clasificó | No clasificó                                                         |
| Total   | 3/10             | 8.º          | 18           | 8            | 7            | 3            | 24           | 18           | 6            | Dale Mitchell: 4                                                     |
| 1991    | Primera fase     | 6.º          | 3            | 1            | 0            | 2            | 6            | 9            | –3           | Dale Mitchell: 4                                                     |
| 1993    | Primera fase     | 6.º          | 3            | 0            | 2            | 1            | 3            | 11           | –8           | Dasovic, Aunger y Bunbury: 1                                         |
| 1996    | Primera fase     | 5.º          | 2            | 1            | 0            | 1            | 4            | 5            | –1           | Kevin Holness: 2                                                     |
| 1998    | Se retiró        | Se retiró    | Se retiró    | Se retiró    | Se retiró    | Se retiró    | Se retiró    | Se retiró    | Se retiró    | Se retiró                                                            |
| 2000    | Campeón          | 1.º          | 5            | 3            | 2            | 0            | 7            | 3            | 4            | Carlo Corazzin: 4                                                    |
| 2002    | Tercer lugar     | 3.º          | 5            | 2            | 2            | 1            | 5            | 4            | 1            | Kevin McKenna: 3                                                     |
| 2003    | Primera fase     | 9.º          | 2            | 1            | 0            | 1            | 1            | 2            | –1           | Paul Stalteri: 1                                                     |
| 2005    | Primera fase     | 9.º          | 3            | 1            | 0            | 2            | 2            | 4            | –2           | Gerba y Hutchinson: 1                                                |
| 2007    | Tercer lugar     | 3.º          | 5            | 3            | 0            | 2            | 9            | 5            | 4            | Ali Gerba: 3                                                         |
| 2009    | Cuartos de final | 5.º          | 4            | 2            | 1            | 1            | 4            | 3            | –1           | Ali Gerba: 2                                                         |
| 2011    | Primera fase     | 9.º          | 3            | 1            | 1            | 1            | 2            | 3            | –1           | Dwayne De Rosario: 2                                                 |
| 2013    | Primera fase     | 11.º         | 3            | 0            | 1            | 2            | 0            | 3            | –3           | -                                                                    |
| 2015    | Primera fase     | 10.º         | 3            | 0            | 2            | 1            | 0            | 1            | –1           | -                                                                    |
| 2017    | Cuartos de final | 6.º          | 4            | 1            | 2            | 1            | 6            | 5            | 1            | Alphonso Davies: 3                                                   |
| 2019    | Cuartos de final | 6.º          | 4            | 2            | 0            | 2            | 14           | 6            | 8            | Jonathan David: 6                                                    |
| 2021    | Cuarto lugar     | 4.º          | 5            | 3            | 0            | 2            | 11           | 5            | 6            | Cyle Larin y Stephen Eustáquio: 3                                    |
| 2023    | Cuartos de final | 6.º          | 4            | 1            | 3            | 0            | 8            | 6            | 2            | Cavallini, Hoilett, Osorio, Nelson, Millar, Shaffelburg y Vitória: 1 |
| 2025    | Cuartos de final | 6.º          | 4            | 2            | 2            | 0            | 10           | 2            | 8            | Tajon Buchanan: 3                                                    |
| Total   | 17/18            | 5.º          | 62           | 24           | 18           | 20           | 92           | 77           | 15           | De Rosario, David y Gerba: 6                                         |
| Total   | 20/28            | 5.º          | 80           | 32           | 25           | 23           | 116          | 95           | 21           | Dale Mitchell: 8                                                     |

### Copa América
| Edición     | Resultado    | Posición     | PJ           | PG           | PE           | PP           | GF           | GC           | Dif.         | Goleador          |
| ----------- | ------------ | ------------ | ------------ | ------------ | ------------ | ------------ | ------------ | ------------ | ------------ | ----------------- |
| 1916 - 1999 | No participó | No participó | No participó | No participó | No participó | No participó | No participó | No participó | No participó | No participó      |
| 2001        | Se retiró    | Se retiró    | Se retiró    | Se retiró    | Se retiró    | Se retiró    | Se retiró    | Se retiró    | Se retiró    | Se retiró         |
| 2004        | No participó | No participó | No participó | No participó | No participó | No participó | No participó | No participó | No participó | No participó      |
| 2007        | No participó | No participó | No participó | No participó | No participó | No participó | No participó | No participó | No participó | No participó      |
| 2011        | No participó | No participó | No participó | No participó | No participó | No participó | No participó | No participó | No participó | No participó      |
| 2015        | No participó | No participó | No participó | No participó | No participó | No participó | No participó | No participó | No participó | No participó      |
| 2016        | No clasificó | No clasificó | No clasificó | No clasificó | No clasificó | No clasificó | No clasificó | No clasificó | No clasificó | No clasificó      |
| 2019        | No participó | No participó | No participó | No participó | No participó | No participó | No participó | No participó | No participó | No participó      |
| 2021        | No participó | No participó | No participó | No participó | No participó | No participó | No participó | No participó | No participó | No participó      |
| 2024        | Cuarto lugar | 4.º          | 6            | 1            | 3            | 2            | 4            | 7            | –3           | Jonathan David: 2 |
| Total       | 1/48         | 16.º         | 6            | 1            | 3            | 2            | 4            | 7            | –3           | Jonathan David: 2 |

### Copa FIFA Confederaciones
| Edición | Resultado    | Posición     | PJ           | PG           | PE           | PP           | GF           | GC           | Dif.         | Goleador     |
| ------- | ------------ | ------------ | ------------ | ------------ | ------------ | ------------ | ------------ | ------------ | ------------ | ------------ |
| 1992    | No clasificó | No clasificó | No clasificó | No clasificó | No clasificó | No clasificó | No clasificó | No clasificó | No clasificó | No clasificó |
| 1995    | No clasificó | No clasificó | No clasificó | No clasificó | No clasificó | No clasificó | No clasificó | No clasificó | No clasificó | No clasificó |
| 1997    | No clasificó | No clasificó | No clasificó | No clasificó | No clasificó | No clasificó | No clasificó | No clasificó | No clasificó | No clasificó |
| 1999    | No clasificó | No clasificó | No clasificó | No clasificó | No clasificó | No clasificó | No clasificó | No clasificó | No clasificó | No clasificó |
| 2001    | Primera fase | 7.º          | 3            | 0            | 1            | 2            | 0            | 5            | –5           | -            |
| 2003    | No clasificó | No clasificó | No clasificó | No clasificó | No clasificó | No clasificó | No clasificó | No clasificó | No clasificó | No clasificó |
| 2005    | No clasificó | No clasificó | No clasificó | No clasificó | No clasificó | No clasificó | No clasificó | No clasificó | No clasificó | No clasificó |
| 2009    | No clasificó | No clasificó | No clasificó | No clasificó | No clasificó | No clasificó | No clasificó | No clasificó | No clasificó | No clasificó |
| 2013    | No clasificó | No clasificó | No clasificó | No clasificó | No clasificó | No clasificó | No clasificó | No clasificó | No clasificó | No clasificó |
| 2017    | No clasificó | No clasificó | No clasificó | No clasificó | No clasificó | No clasificó | No clasificó | No clasificó | No clasificó | No clasificó |
| Total   | 1/10         | 30.º         | 3            | 0            | 1            | 2            | 0            | 5            | –5           | -            |

### Liga de Naciones de la Concacaf
| Edición | Liga | Resultado        | Posición | PJ | PG | PE | PP | GF | GC | Dif. | Goleador                           |
| ------- | ---- | ---------------- | -------- | -- | -- | -- | -- | -- | -- | ---- | ---------------------------------- |
| 2019-20 | A    | Fase de grupos   | 2.º      | 4  | 3  | 0  | 1  | 10 | 4  | 6    | Junior Hoilett: 3                  |
| 2022-23 | A    | Subcampeón       | 2.º      | 6  | 4  | 0  | 2  | 13 | 5  | 8    | Jonathan David: 5                  |
| 2023-24 | A    | Cuartos de final | 5-8.º    | 2  | 1  | 0  | 1  | 4  | 4  | 0    | David, Eustáquio, Davies y Koné: 1 |
| 2024-25 | A    | Tercer Lugar     | 3.º      | 4  | 3  | 0  | 1  | 6  | 3  | 3    | David y Shaffelburg: 2             |
| Total   | -    | 4/4              | 4.º      | 16 | 11 | 0  | 5  | 33 | 16 | 17   | Jonathan David: 8                  |

### Copa NAFC/Copa de Naciones Norteamericana
| Edición | Resultado    | Posición     | PJ           | PG           | PE           | PP           | GF           | GC           | Dif.         | Goleador        |
| ------- | ------------ | ------------ | ------------ | ------------ | ------------ | ------------ | ------------ | ------------ | ------------ | --------------- |
| 1947    | No participó | No participó | No participó | No participó | No participó | No participó | No participó | No participó | No participó | No participó    |
| 1949    | No participó | No participó | No participó | No participó | No participó | No participó | No participó | No participó | No participó | No participó    |
| 1990    | Campeón      | 1.º          | 2            | 2            | 0            | 0            | 3            | 1            | 2            | John Catliff: 3 |
| 1991    | Tercer lugar | 3.º          | 2            | 0            | 0            | 2            | 0            | 5            | –5           | -               |
| Total   | 2/4          | 3.º          | 4            | 2            | 0            | 2            | 3            | 6            | –3           | John Catliff: 3 |

## Palmarés

### Selección mayor (absoluta)
- Copa Oro de la Concacaf (2): 1985 y 2000.
- Copa de Naciones Norteamericana (1): 1990.

### Selección sub-20 (juvenil)
- Campeonato Sub-20 de la Concacaf (2): 1986 y 1996.